# ماريسا باروس
ماريسا باروس (بالبرتغالية: Marisa Barros‏) هي عداءة مراثونية برتغالية، ولدت في 25 فبراير 1980 في باكوس دي فيريرا في البرتغال.

## وصلات خارجية
- ماريسا باروس على موقع الاتحاد الدولي لألعاب القوى (الإنجليزية)
- ماريسا باروس على موقع الاتحاد الأوروبي لألعاب القوى (الإنجليزية)
- ماريسا باروس على موقع رابطة إحصائيات سباق الطريق (الإنجليزية)
- ماريسا باروس على موقع اللجنة الأولمبية الدولية (الإنجليزية)
- ماريسا باروس على موقع أوليمبيديا (الإنجليزية)